# Nicolaus Comnenus Papadopoli
Nicolaus Comnenus Papadopoli (italienisch Niccolò Comneno Papadopoli, griechisch Νικόλαος Κομνηνός Παπαδόπουλος Nikólaos Komninós Papadópoulos; * 6. Januar 1655 auf Kreta; † 20. Januar 1740 in Padua) war ein italienischer Kirchenrechtler und Historiker griechischer Herkunft.

## Leben und Werk
Sein Vater war Giovanni Papadopoli, ein Notar der Republik Venedig in der Inselhauptstadt Candia, heute Iraklio (Ηράκλειο).
An der Universität Padua wirkte er als Bibliothekar und gab 1726 unter dem Titel Historia Gymnasii Patavini ein zweibändiges Werk über deren Geschichte heraus. Es fand in verschiedenen Ländern wegen darin erwähnter prominenter Persönlichkeiten Aufmerksamkeit, wobei Papadopoli letztlich für seine Fehler bekannt wurde: In England interessierte man sich vor allem für seine Anekdoten aus dem Leben Oliver Cromwells. Da sich aber der (spätere) Lordprotektor nie in Italien aufgehalten hatte, muss Papadopolis’ hier einer Verwechslung aufgesessen sein oder wissentlich eine Unwahrheit verbreitet haben.

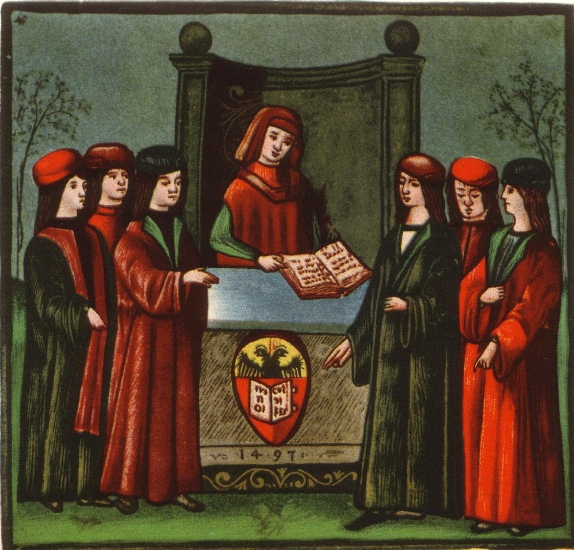
Aufnahme eines Studenten in die ’’Natio Germanica Bononiae’’, die deutsche Natio an der Universität Bologna, etwa 15. Jahrhundert

In der Geschichtsforschung Deutschlands und Polens galt lange Zeit Papadopolis Angabe, Nicolaus Copernicus habe sich zum Studium der Medizin bei der natio Polona immatrikuliert. Nach Mitte des 19. Jahrhunderts überprüften unter anderem Baldassare Boncompagni und Antonio Favaro die alten Matrikel und stellten fest, dass es zu der Zeit in Padua gar keine polnische Verbindung gab, in der er sich der spätere Astronom hätte eintragen können. Damit ging die Darstellung Papadopolis als Papadopoli-Fälschung in die Geschichte der Copernicus-Biografien ein. Carlo Malagola erforschte die Unterlagen der Universität Bologna und stellte fest, dass dort 1496 ein Nicolaus Kopperlingk de Thorn in den Akten der Natio Germanica verzeichnet war – was allerdings nicht beweist, wo statt bei der nicht existenten Natio Polona Kopernikus sich in Padua tatsächlich immatrikuliert hatte. Die Fehler und korrekte Belege in Deutschland ins allgemeine Bewusstsein zu bringen, war das Verdienst des Coppernicus-Biografen Leopold Prowe.
Papadopolis bekanntes Werk über Kirchenrecht sind die Prænotiones mystagogicæ ex jure canonico. Darin schrieb er über die Gültigkeit oder Ungültigkeit von Ehen orthodoxer Priester, nach der Priesterweihe eingegangene Ehen seien verboten, aber trotzdem gültig.